# Iwanowski Potok
Iwanowski Potok – potok, dopływ Kościeliskiego Potoku. Ma źródła w dwóch żlebach Piszczałki na północno-wschodnich stokach Suchego Wierchu Ornaczańskiego w Tatrach Zachodnich. Zasilany jest także potokiem spływającym Żlebem pod Banie. Iwanowski Potok spływa w kierunku północno-wschodnim dnem Dolinki Iwanowskiej i uchodzi do Kościeliskiego Potoku jako jego lewy dopływ u podnóży Smytniańskich Turni, tuż powyżej ujścia Tomanowego Potoku. Następuje to na wysokości 1078 m.
Koryto Iwanowskiego Potoku w wielu miejscach jest suche, woda zanika bowiem w zawalającym go rumoszu skalnym. Potok zasilany jest wyłącznie niewielkimi prawostronnymi dopływami z Ornaku. Zupełnie brak dopływów lewostronnych z krasowych stoków Kominiarskiego Wierchu, gdyż woda spływa w nich podziemnymi przepływami.
Powierzchnia zlewni wynosi 1,57 km², długość potoku 1,42 km, a średni spadek 25,9%.
Wzdłuż Iwanowskiego Potoku prowadzi żółty szlak turystyczny od schronisko PTTK na Hali Ornak na Iwaniacką Przełęcz. Przekracza on Iwanowski Potok w okolicy, gdzie ciek spływający Żlebem pod Banie łączy się z ciekiem spływającym z Piszczałek.